# Cisterna flexible

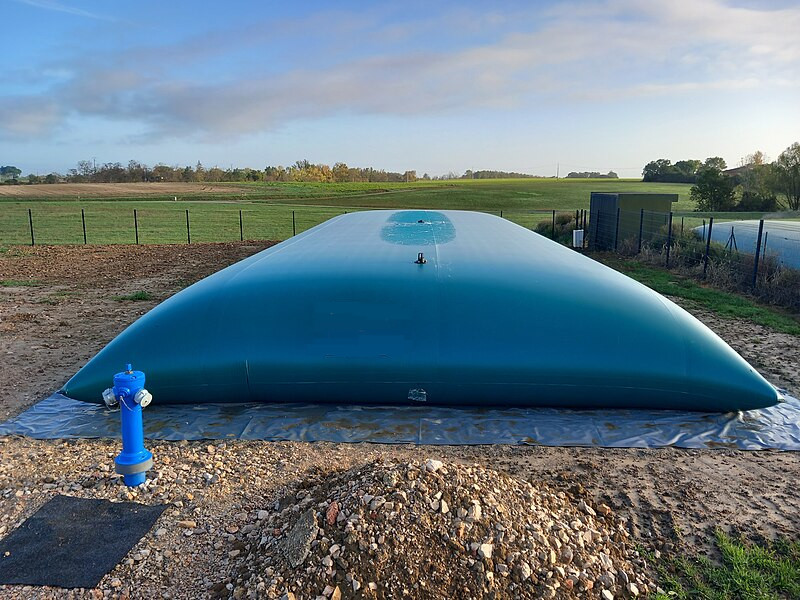
Reserva contra incendios de 120 m con poste de succión azul.

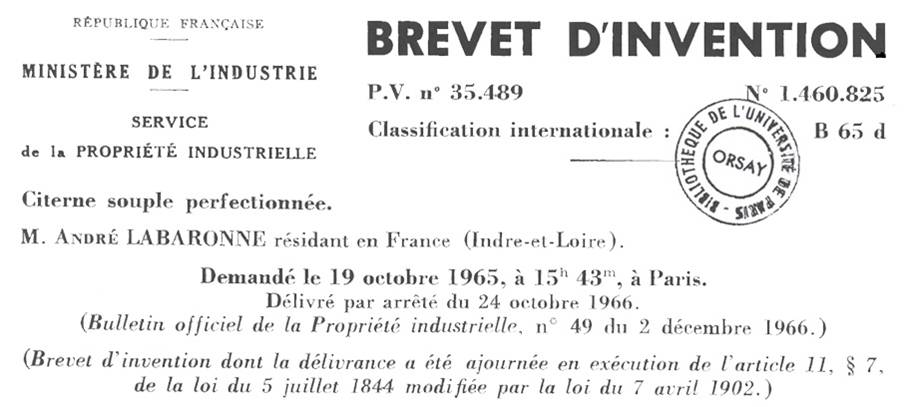
Patente de creacián de la cisterna flexible.

La cisterna flexible es un recipiente grande flexible utilizado como depósito de todo tipo de líquidos. También llamada tanque o depósito flexible. La cisterna flexible es además autoportante, es decir no necesita ningún tipo de soporte para mantenerse estable, un suelo liso basta. 

## Historia
La primera cisterna flexible autoportante perfeccionada, confeccionada en tejido de poliéster con recubrimiento de PVC, se llevó a cabo en Argelia en la década de 1950 por André Labaronne, titular de la patente (N.º 1460825 del 19 de octubre de 1965) bajo la marca CITAF (Cisterna para la agricultura francesa).
Desde entonces, los avances tecnológicos en materiales han refinado las técnicas de fabricación, lo que ha llevado a una mejora significativa en la capacidad de auto-soporte de los tanques flexibles. En 2022, el fabricante francés LABARONNE-CITAF logró un hito al diseñar la primera cisterna flexible con un volumen de 2.500 m3.

## Características

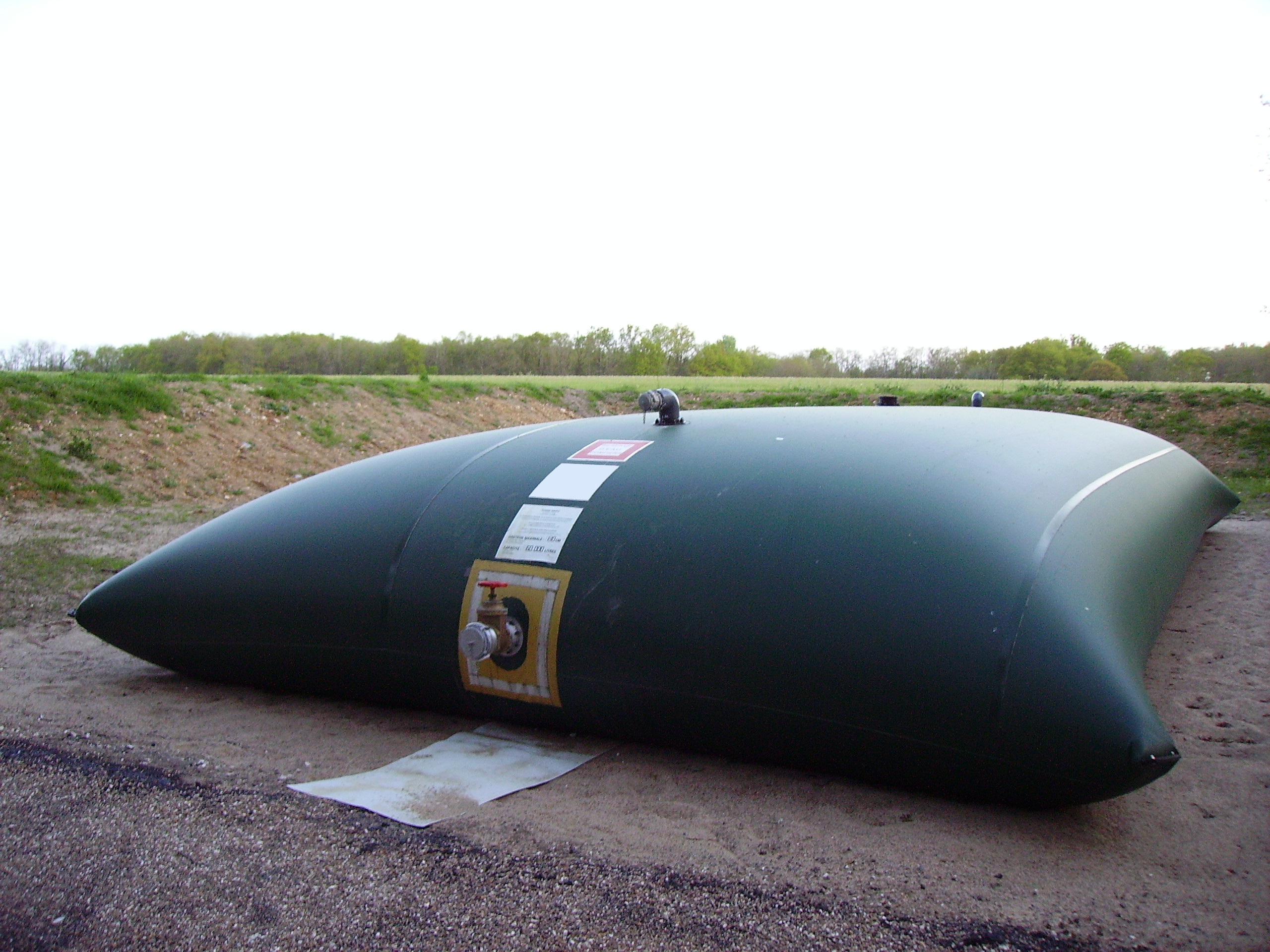
Cisterna flexible en PVC para protección contra incendios.

Las cisternas flexibles están confeccionadas por el ensamblado por la soldadura de alta frecuencia (HF) de tejidos técnicos. Estos tejidos están hechos de una malla de poliéster (armadura que garantiza la resistencia) con inducción de PVC o PU con tratamiento anti-UV en ambos lados. Los materiales son elegidos por su alta resistencia a la abrasión mecánica y estabilidad química.
Para ciertos líquidos específicos existen tejidos adaptados a los requerimientos en función de la aplicación.
Las tiras de tela están montadas específicamente para garantizar el auto-apoyo (autoportantes). Este concepto ofrece una estructura de tres dimensiones de la cisterna, independiente de cualquier soporte o mantenimiento de cualquier tipo. Sea cual sea el nivel de llenado, la cisterna se mantiene siempre estable. Un suelo plano y horizontal es su única limitación.
Las ventajas de este tipo de cisterna son múltiples:
- la instalación de la cisterna es simple y rápida. Se realiza directamente sobre un terreno preparado sin estudios de ingeniería: la plataforma de acogida debe ser plana, nivelada, limpia y se prefiere en un suelo compactado hecho con grava cubierta de arena.
- el líquido contenido se mantiene siempre limpio, sin evaporación y sin contaminación exterior. .
- las cisternas son flexibles y móviles, la congestión se reduce, el peso es bajo y el material es muy duradero.
- en caso de utilizarse para el depósito de líquidos malolientes, existe una contención total de olores.

La capacidad de los tanques puede ser variable, que van desde pequeños volúmenes (varios litros) a volúmenes mucho más grandes 1000 m³. Son utilizadas como depósitos de agua, fertilizantes líquidos, productos químicos, el agua de lluvia, la escorrentía agrícola, aguas residuales, agua potable. Reserva de incendio. Las aplicaciones son variadas y están diseñados para los sectores de la agricultura, la industria, el medio ambiente, la Protección Civil, las fuerzas armadas y las organizaciones humanitarias.